# Svend Omar Hermansen
Svend Omar Hermansen (født 14. september 1913 i Ringsted- februar 1998 i Herlev) var en dansk amatørbokser i sværvægt medlem af AIK Roskilde.
Hermansen blev dansk sværvægtsmester tre gange og deltog ved OL 1936 i Berlin, hvor han blev slået ud i 1. runde af den argentinske sølvvinder Guillermo Lovell.
Sønnen Svend Omar Hermansen Jr blev dansk sværvægtsmester 1972 og 1977.

## Danske mesterskaber
- Guld 1940 Sværvægt
- Guld 1938 Sværvægt
- Guld 1935 Sværvægt